# Ференц Ронай
Ференц Ронай (угор. Ferenc Rónay) або Франциск Ронай (рум. Francisc Rónay, 29 квітня 1900, Арад — 6 квітня 1967, Тиргу-Муреш) — румунський футболіст угорського походження, що грав на позиції нападника, гравець збірної Румунії в 1922—1932 роках, автор першого голу в історії збірної Румунії. По завершенні ігрової кар'єри — футбольний тренер, очолював національну збірну.

## Клубна кар'єра
Він почав займатися футболом у віці 12 років у клубі АМЕФ Арад, заснованому роком раніше. Він грав за цей клуб до 1920 року, коли Арад був приєднаний до Королівства Румунія згідно з положеннями Тріанонського договору.
У віці 20 років він приєднався до клубу «Орадя». У сезонах 1923/24 і 1934/35 він посів з клубом друге місце в чемпіонаті Румунії. У сезоні 1933/34 він забив дванадцять голів, що стало найкращим результатом його кар'єри.
У 1935 році він перейшов до команди другого дивізіону «Краю Йован» (Крайова).
У сезоні 1936/37 він знову грав за «Орадю», будучи також граючим тренером команди. У 1937 році він повернувся до активного футболу і грав за «Електрику» (Орадя), що виступала у другому дивізіоні. Після року виступів за цей клуб він завершив кар'єру гравця.

## Виступи за збірні
Навесні 1922 року він був включений до складу збірної Румунії на її перший в історії матч проти Югославії. Щоб доїхати до Белграда, гравці та тренерський штаб покрили витрати на поїздку за власні кошти. У матчі, який відбувся 8 червня 1922 року Ронай забив перший гол в історії збірної Румунії, перегравши Драгутина Фрідріха з пенальті на 41-й хвилині. Матч завершився перемогою румунів з рахунком 2:1, здобувши Кубок короля Олександра. За цим матчем спостерігали королі Олександр I, Фердинанд I і Георг II. Загалом у 1922—1932 роках Ронай зіграв за національну збірну 8 матчів і забив 3 голи.
На Олімпійських іграх у Парижі був резервним гравцем і на поле не виходив.
| №  | Дата           | Місце                         | Суперник  | Рахунок | Результат | Турнір                                  |
| -- | -------------- | ----------------------------- | --------- | ------- | --------- | --------------------------------------- |
| 1. | 8 червня 1922  | Стадіон СК Югославія, Белград | Югославія | 1:1     | 2:1       | Товариський матч                        |
| 2. | 10 червня 1923 | Стадіон ФССР, Бухарест        | Югославія | 1:2     | 1:2       | Товариський матч                        |
| 3. | 16 жовтня 1932 | Linzer ASK Platz, Лінц        | Австрія Б | 1:0     | 1:0       | Кубок Центральної Європи серед аматорів |

## Тренерська кар'єра
У сезоні 1936/37 він працював граючим тренером в «Ораді».
Після приєднання Трансильванії до Угорщини в рамках Другого Віденського арбітражу в 1940 році він повернувся до тренування клубу, який отримав назву «Надьвараді». У сезоні 1943/44 він виграв з командою чемпіонат Угорщини.
У 1945 році він тренував «Ферар» (Клуж), у 1946 році «Дермата» (Клуж), а в 1947 році він став тренером ЧФР (Бухарест). Восени 1947 року він також очолював збірну Румунії в трьох матчах проти Чехословаччини (2:6), Угорщини (0:3) і Польщі (0:0). У грудні того ж року він залишив посаду і у клубі і у збірній.
У 1948—1949 роках він очолював «КСМ Медіаш», з якою він посів останнє місце в таблиці та опустився до другого дивізіону.
У березні 1950 року він почав тренувати ККА (Бухарест). Клуб під його керівництвом посів 5 місце в чемпіонаті і виграв Кубок Румунії.
У 1952 році Ронай очолив клуб «Кимпулунг-Молдовенеск», з яким посів 3 місце в чемпіонаті, найбільшого успіху в короткій історії клубу з регіону Сучави. Він був першим тренером у Румунії, який запровадив схему 4-2-4. Наступного сезону його команда була на другому місці в таблиці, але була розпущена Румунською робітничою партією в середині сезону 1953 року. Після цього у серпні 1953 року Ронай і деякі з гравців перейшли до ККА (Бухарест), з яким виграв чемпіонат Румунії, але програв зі своєю командою у фіналі кубка. Після першої половини сезону 1954 року команда була на другому місці в турнірній таблиці, відстаючи на три очки від «Арада», коли покинув команду.
У серпні 1954 року він очолив «Локомотиву» (Бухарест). У першому сезоні «залізничники» під керівництвом Ронай посіли 12 місце і вилетіли до другого дивізіону. У 1956 році «Локомотива» повернулася до вищої ліги Румунії та посіла 4 місце. Надалі «Локомотива» посіла 8 місце в сезоні 1957/58 і 4 місце у сезоні 1958/59 (вже під назвою «Рапід»).
У сезоні 1962/63 Ронай працював у клубі «Крішана» (Орадя), яка програла 5 із 7 матчів під його керівництвом і вилетіла з Дивізії А. В результаті клуб було розформовано, а він завершив тренерську кар'єру.

## Приватне життя
Він народився в 1900 році в Араді, Австро-Угорщина, в угорській родині. Закінчив середню школу і здобув професію електрика, яким працював на комунальному підприємстві Ораді (Întreprinderile Comunale Oradea). Наприкінці 1940-х років його звинувачували Секурітате в підтримці та поширенні фашизму, сприянні знищенню євреїв у гетто Ораді та вчиненні хуліганських дій проти представників комуністичної влади. У січні 1951 року заарештований і через 3 місяці звільнений за відсутністю доказів.

## Досягнення
«Надьвараді»
- Чемпіон Угорщини: 1943/44

ККА (Бухарест)
- Чемпіон Румунії: 1953
- Володар Кубка Румунії: 1950